# Lahovče
Lahovče este o localitate din comuna Cerklje na Gorenjskem, Slovenia, cu o populație de 373 de locuitori.